# John Lyng
John Daniel Lyngⓘ (22 tháng 8 năm 1905 đến ngày 18 tháng 1 năm 1978) là một chính trị gia Na Uy từ Đảng Bảo thủ. Ông là Thủ tướng Na Uy từ ngày 28 tháng 8 đến ngày 25 tháng 9 năm 1963 trong một chính phủ liên hiệp gồm Đảng Bảo thủ, Trung tâm, Dân chủ Kitô giáo, và các đảng tự do. Đây là chính phủ đầu tiên trong 28 năm không do Đảng Lao động đứng đầu.

## Tiểu sử
Lyng sinh ra ở Trondheim với thương gia Markus Hartman Lyng (1872-1938) và Martha Maria Helberg (1885-1959), và tốt nghiệp với cand.jur. Đến năm 1927. Ông học tại Copenhagen và Heidelberg năm 1931. Trong suốt những năm học của mình Lyng đã hoạt động trong nhóm học sinh Mot Dag cánh tả, và thời gian ở Đức vào đầu những năm 1930 đã khiến ông không thích các phong trào toàn trị. Trước và sau Thế chiến II ông làm luật sư và một thẩm phán.
Ông gia nhập phong trào kháng chiến Na Uy trong thời gian chiếm đóng Nauy của Đức quốc xã. Ông đã nâng cao Skardøla trong Sylene, khoảng 50 mét từ biên giới Na Uy - Thụy Điển, được sử dụng như là một tiền đồn của các máy bay tiêm kích kháng chiến như Odd Sørli, Johnny Pevik và Nils Uhlin Hansen.. Lyng sau đó đã trốn khỏi đất nước này, và làm việc trong bộ lạc Na Uy tại văn phòng luật của Stockholm từ năm 1943 đến năm 1944 và trong chính quyền Na Uy đang lưu vong ở London cho đến năm 1945. 